# Isla Ángel de la Guarda
Isla Ángel de la Guarda är en ö i Mexiko.   Den ligger i delstaten Baja California, i den nordvästra delen av landet, 1 800 km nordväst om huvudstaden Mexico City. Arean är 931 kvadratkilometer.
Terrängen på Isla Ángel de la Guarda är kuperad. Öns högsta punkt är 1 055 meter över havet. Den sträcker sig 63,2 kilometer i nord-sydlig riktning, och 47,8 kilometer i öst-västlig riktning.